# Praxinoscópio

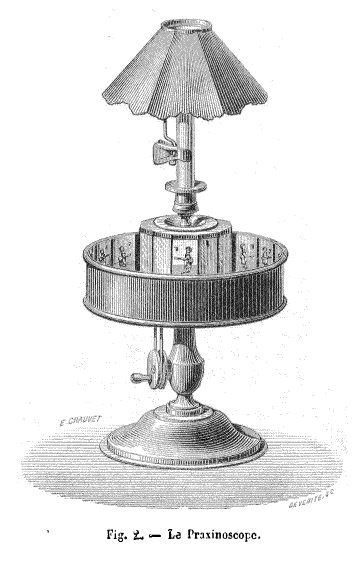
Uma ilustração de 1879 de um praxinoscópio

O Praxinoscópio é um aparelho que projeta em uma tela imagens desenhadas sobre fitas transparentes, inventado pelo francês Émile Reynaud (1877). A princípio uma máquina primitiva, composta por uma caixa de biscoitos e um único espelho, o praxinoscópio foi aperfeiçoado com um sistema complexo de espelhos que permite efeitos de relevo. A multiplicação das figuras desenhadas e a adaptação de uma lanterna de projeção possibilitam a realização de truques que dão a ilusão de movimento.

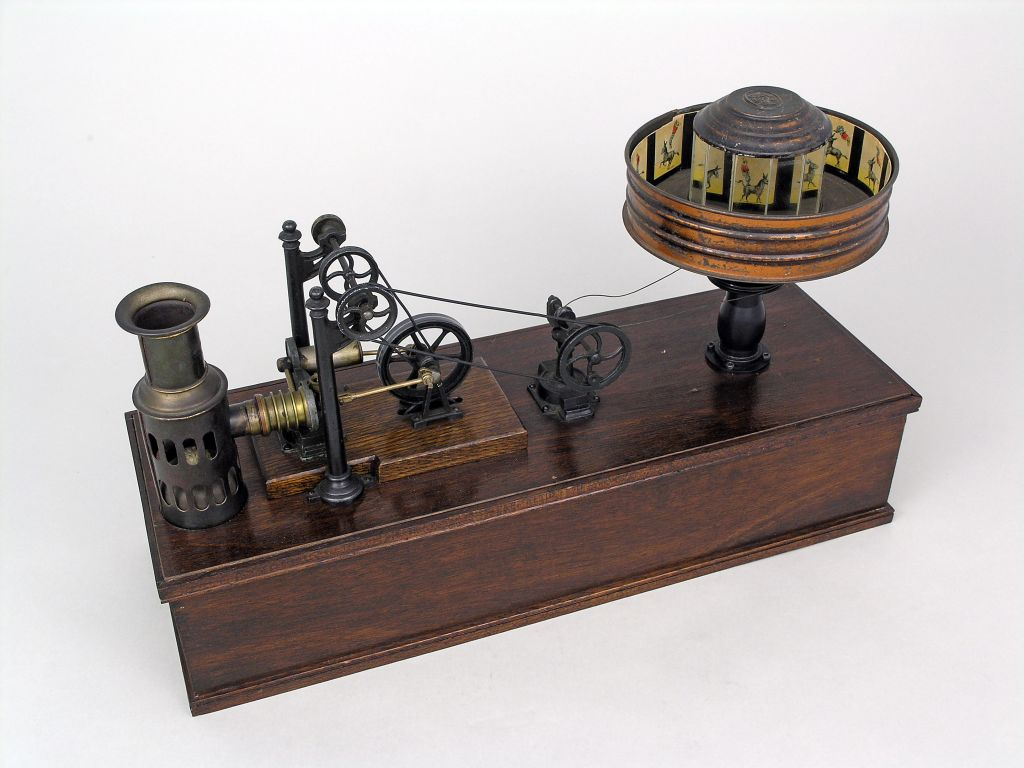
Praxinoscópio alemão

Derivado do Zootropo, no local das fendas eram colocados espelhos que impossibilitavam a visualização direta, dando uma impressão cintilante nos desenhos. Através de um complicado sistema de lentes e espelhos, a animação era projetada em uma tela. Centenas de desenhos eram feitos para gerar 15 minutos de um espetáculo ótico aberto ao público. As apresentações recebiam o nome de, “Pantomimes Lumineuses” (Pantomimas Luminosas), projetadas pelo próprio Émile Reynaud.
A apresentações evoluiram com a introdução do "Theâtre Optique" um aparelho muito mais sofisticado, capaz de projeção dupla de fundo (estático) e ação, eram coloridas, com trilhas sonoras condizentes com o enredo (compostas por Gaston Paulin), os cenários da sala de apresentação eram bem elaborados, e os personagens rigorosamente adaptados geraram aproximadamente 1300 apresentações em Paris. O invento funcionou até 5 anos após a invenção do cinema.